# Ресесс
Ресесс (англ. Recess; ирл. Sraith Salach, «ручей у ивы») — деревня в Ирландии, находится в графстве Голуэй (провинция Коннахт).
Местная железнодорожная станция была открыта 1 июля 1895 года и закрыта 29 апреля 1935 года.